# Mervi Pesu
Mervi Pesu (geborene Väisänen; * 2. Mai 1973) ist eine finnische Ski-Orientierungsläuferin und ehemalige Mountainbike-Orientierungsfahrerin.

## Laufbahn
Mervi Väisänen nahm das erste Mal 1992 im französischen Pontarlier an einer Ski-Orientierungslauf-Weltmeisterschaft teil und wurde dabei Zwölfte über die Kurzdistanz. Erst zehn Jahre später stand sie wieder im finnischen WM-Aufgebot und gewann dabei hinter der Schwedin Lena Hasselström und der Finnin Erja Jokinen die Bronzemedaille auf der Langdistanz. Im Sommer 2002 startete sie auch bei den ersten Weltmeisterschaften im Mountainbike-Orienteering im französischen Fontainebleau und gewann hierbei mit Kirsi Korhonen und Päivi Tommola die Goldmedaille mit der Staffel sowie hinter der Französin Laure Coupat Silber auf der Kurzdistanz. 
2008 gewann sie mit Liisa Anttila und Hannele Valkonen EM-Gold im Ski-Orientierungslauf und hinter der Russin Tatjana Wlassowa und Anttila EM-Bronze auf der Langdistanz. Im Mitteldistanzrennen wurde sie Vierte. Danach startete sie erst 2013 mit 39 Jahren wieder bei Europa- und Weltmeisterschaften. Im lettischen Madona gewann sie bei den Europameisterschaften eine Silber- und eine Bronzemedaille im Sprint und auf der Mitteldistanz. Bei den Weltmeisterschaften im März 2013 in Ridder, Kasachstan gewann sie hinter der Schwedin Tove Alexandersson Sprintsilber, auf der Langdistanz wurde sie vor der Russin Tatjana Koslowa Erste. Zwei weitere Medaillen holte sie mit Milka Leppäsalmi und Marjut Turunen in der Staffel (Bronze) und mit Staffan Tunis im Mixedsprint (Silber). 2014 in Tjumen wurde sie 40-jährig Europameisterin auf der Langdistanz und mit Mira Kaskinen und Sonja Mörsky in der Staffel.
Pesu ist mit Raino Pesu verheiratet, der ebenfalls mehrere Medaillen bei Weltmeisterschaften im Ski-Orientierungslauf und im Mountainbike-Orienteering gewann.

## Platzierungen

### Ski-Orientierungslauf
Weltmeisterschaften: (1 × Gold, 2 × Silber, 2 × Bronze)
- 1992: 12. Platz Kurz
- 2002: 11. Platz Sprint, 3. Platz Lang
- 2005: 17. Platz Mittel, 7. Platz Lang
- 2013: 2. Platz Sprint, 8. Platz Mittel, 1. Platz Lang, 3. Platz Staffel, 2. Platz Mixed

Europameisterschaften: (3 × Gold, 1 × Silber, 2 × Bronze)
- 2008: 11. Platz Sprint, 4. Platz Mittel, 3. Platz Lang, 1. Platz Staffel
- 2013: 2. Platz Sprint, 3. Platz Mittel, 13. Platz Lang, 4. Platz Staffel
- 2014: 12. Platz Sprint, 4. Platz Mittel, 1. Platz Lang, 1. Platz Staffel, 4. Platz Mixed

### Mountainbike-Orientieering
Weltmeisterschaften: (1 × Gold, 1 × Silber)
- 2002: 2. Platz Kurz, 10. Platz Lang, 1. Platz Staffel